# Même pas faux

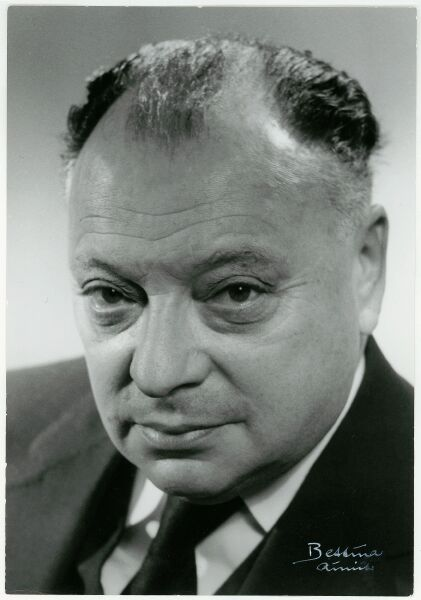
Portrait de Wolfgang Pauli.

« Même pas faux » (de l'allemand « nicht einmal falsch », traduite en anglais par « not even wrong ») est une expression célèbre du physicien Wolfgang Pauli à la fin des années 1950 pour parler d'un article de physique sans intérêt. Elle est aujourd'hui utilisée pour décrire des arguments ou des explications qui paraissent scientifiques mais reposent sur un raisonnement injustifié ou sur des hypothèses qui ne peuvent pas être prouvées ni réfutées.
La phrase est souvent utilisée pour décrire la pseudoscience ou la mauvaise science et est considérée comme péjorative.

## Origine
Wolfgang Pauli, lauréat du prix Nobel de physique en 1945, était réputé pour ses remarques acerbes envers ses collègues, s'exclamant « faux » (« Falsch ») ou « complètement faux » (« ganz falsch ») lorsqu'il était en désaccord avec un exposé.
Son élève Rudolf Peierls rapporte cette anecdote peu après la mort de Pauli en 1958 : « Aucun récit sur Pauli et son attitude envers les gens ne serait complet sans parler de ces remarques critiques, pour lesquelles il était connu et parfois redouté dans le monde de la physique [...] Sans doute des anecdotes de ce type à son sujet sont apocryphes, mais les exemples suivants viennent de sources fiables ou de discussions où l'auteur [Peierls] était présent [...] Un ami montra [à Pauli] l'article d'un jeune physicien, qu'il jugeait de peu de valeur, mais sur lequel il souhaitait avoir l'avis de Pauli. Pauli répondit tristement : « ce n'est même pas faux » ».
Le physicien Kurt Mendelssohn dans sa biographie de Walther Nernst reprend l'anecdote, expliquant que Pauli voulait dire que l'article ne « présentait pas la moindre étincelle de créativité ».

## Description
L'expression « même pas faux » est utilisée pour qualifier les théories contestables, celles dont il n'est pas possible de dire si elles sont vraies ou fausses. Ces théories ne satisfont pas aux critères de réfutabilité énoncés par Karl Popper qui dit que les hypothèses scientifiques doivent pouvoir être testées.
En ethnologie, Martin Orans, a appliqué l'expression à la publication de Margaret Mead Coming of Age in Samoa en 1996. L'expression a été reprise dans le titre de l'ouvrage de Peter Woit, Not Even Wrong: The Failure of String Theory and the Search for Unity in Physical Law en 2007, ainsi que dans celui de Jesus Felipe et John S. L. McCombie en 2013, The Aggregate Production Function and the Measurement of Technical Change: Not Even Wrong, à propos de l'agrégation de la fonction de production.